# Tilaj
Tilaj is een plaats (község) en gemeente in het Hongaarse comitaat Zala. Tilaj telt 206 inwoners (2001).